# Nguyên nhân của bệnh tự kỷ
Bệnh tự kỷ (tiếng Anh là Autism) là sự rối loạn phức tạp trong quá trình phát triển tự nhiên của con người. Có rất nhiều nguyên nhân của bệnh được đưa ra nhưng nguyên nhân gây bệnh vẫn chưa được hiểu biết đầy đủ. Cơ chế di truyền đóng góp khoảng 90% khả năng gây bệnh tự kỷ phát triển ở trẻ em nhưng việc di truyền của bệnh tự kỷ rất phức tạp và thông thường được chỉ ra các gen tương ứng. Một số trường hợp hiếm, bệnh tự kỷ liên quan đến các tác nhân về những khiếm khuyết khi sinh. Ngoài ra, rất nhiều trường hợp cho rằng bệnh tự kỷ là do tác hại của việc tiêm vắc xin; những đề xuất này gây tranh luận và giả thiết về vắc xin không có sức thuyết phục về mặt khoa học.

## Tự kỷ và những rối loạn liên quan
Tự kỷ liên quan sự phát triển bất thường của não bộ và hành vi biểu hiện trước khi đứa trẻ 3 tuổi và có quá trình tiến triển không suy giảm. Nó đặc trưng bởi sự suy giảm trong giao tiếp và phản xạ xã hội, cũng như hạn chế và cư xử lặp đi lặp lại; đặc tính là sự độc lập của bất kỳ khiếm khuyết thần kinh dưới mức bình thường. Nó là một phần của lớp lớn hơn gọi là sự rối loạn bao trùm tự kỷ (ASD) và sự rối loạn phát triển rộng khắp (PDD), nó có mối quan hệ gần gũi với PDD-NOS. Bài viết này dùng "tự kỷ" để chỉ lớp các rối loạn tự kỷ và ASD để ký hiệu họ rộng hơn.
Các nguyên nhân gây bệnh vẫn chưa đầy đủ.  Nguyên nhân thông thường là do gen, liên quan đến nhận thức và mức độ hệ thần kinh của bệnh nhân tự kỷ là ba triệu chứng. Tuy nhiên, có nghiên cứu cho rằng tự kỷ không có nguyên nhân đơn lẻ mà là sự tổng hợp các rối loạn với một tập hợp các bộ phận chủ yếu các nguyên nhân riêng biệt. Nghĩa là, sự hoạt động khác thường của não dẫn đến giả thiết về triệu chứng của tự kỷ, vấn đề khác biệt của não dẫn đến kết quả chậm phát triển tâm thần. Thuật ngữ "tự kỷ" hoặc "ASDs"  thể hiện một miền rộng lớn các quá trình bệnh đang được nghiên cứu. Mặc dù những nguyên nhân riêng biệt này được giả thiết xảy ra đồng thời, nhưng nó cũng nêu ra sự tương quan giữa nguyên nhân gây bệnh được cường điệu hóa. Số người mắc bệnh tự kỷ tăng một cách đáng kinh ngạc từ những năm 1980, ít nhất là phần thấy được trong thực tế chẩn đoán; Liệu rằng sự phổ biến này có tăng lên nữa là điều chưa sáng tỏ. Sự gia tăng này trực tiếp đưa đến nhiều chú ý và quỹ tài trợ hướng về cải thiện các tác nhân môi trường thay vì tiếp tục hướng tâm điểm về di truyền học.
Sự nhất trí giữa các nhà nghiên cứu cho rằng tự kỷ có căn nguyên từ gen chiếm đa số, nhưng một số nhà nghiên cứu ẩn danh cho rằng "các nhà di truyền học đang chạy đua để chỉ ra điều này và bỏ qua khía cạnh môi trường. Tác nhân môi trường được cho là có gây ra tự kỷ hoặc làm trầm trọng hơn triệu chứng tự kỷ, hoặc có thể quan trọng xem xét nghiên cứu trong tương lai, bao gồm các thức ăn đã biết, bệnh truyền nhiễm, các kim loại nặng, dung môi, khí thải động cơ diesel, PCBs, phe-nol sử dụng trong sản xuất nhựa, thuốc trừ sâu, cồn, hút thuốc, thuốc trái phép và vắc xin. Trong các tác nhân đó, vắc xin được thu hút được nhiều sự chú ý, vì cha mẹ có thể là người đầu tiên nhận thấy các triệu chứng của tự kỷ ở những đữa con họ quanh thời điểm tiêm chủng, và  sự liên quan của vắc xin dẫn tới sự giảm thông minh của sự miễm dịch thời nhỏ và tăng giống như sự bộc phát bệnh sởi. Tuy nhiên, mô tả về thủy ngân và vắc xin MMR dưới đây, có thể chôn vùi những bằng cớ khoa học chỉ ra không có nguyên nhân liên kết giữa vắc xin sởi-quai bị-rubella và tự kỷ, và không có bằng cớ khoa học rằng bảo quản vắc xin dẫn tới tự kỷ.
Vào năm 2007, Viện y tế quốc gia thông báo về Trung tâm chuyên sâu về tự kỷ (ACE) nghiên cứu chương trình để tìm ra nguyên nhân gây bệnh và xác định những phương pháp điều trị mới cho sự rối loạn này. Ban đầu, hướng nghiên cứu về tác nhân gen, ảnh não bộ, các chức năng và hóa học của não bao gồm các nơ ron thần kinh nhỏ, ảnh hưởng tới cách ứng xử của gia đình trẻ về tự kỷ và học chứng tự kỷ ở trẻ.

## Di truyền học
Tác nhân di truyền là nguyên nhân quan trọng nhất cho rối loạn phổ biến của tự kỷ, Những nghiên cứu đầu tiên của cặp đôi ước tính tính di truyền trên 90% các trường hợp, nghĩa là di truyền học giải thích trên 90% có hay không đứa trẻ phát triển tự kỷ. Đây có thể là sự đánh giá quá cao; những dữ liệu ghép đôi và các mẫu với cấu trúc biến dị gen là cần thiết. Với anh chị em ruột có rủi ro có một hoặc nhiều đặc tính rộng lớn kiểu hình tự kỷ ở mức cao là 30%.
Sự di truyền của bệnh tự kỷ là phức tạp. Sự phân tích liên kết không dẫn đến kết luận cuối cùng; rất nhiều phân tích kết hợp có sức mạnh không thích đáng. Hơn một gen có thể gây ra, những gen khác nhau có thể liên quan trong những cá thể khác nhau và các gen có thể tác động qua lại lẫn nhau hoặc kết hợp với tác nhân môi trường. Một vài gen ứng viên được tìm thấy nhưng đột biến gen  tăng rủi ro bị tự kỷ không được xác định cho hầu hết các gen ứng viên. Một phần nhỏ chắc chắn có thể có di truyền cao nhưng không được kế thừa: nghĩa là, đột biến gen là nguyên nhân gây tự kỷ không có mặt trong bộ gen của bố mẹ. Một giả thuyết là tự kỷ trong một vài giác quan hoàn toàn đối lập với chứng tâm thần phân liệt, và tự kỷ liên quan đến tăng ảnh hưởng qua bộ gen hòa đồng của bên nội biểu lộ các gen mà điều chỉnh tăng trưởng quá mức trong não, trong khi tâm thần phân liệt liên quan đến các gen về bên ngoại và chậm tăng trưởng.
Mặc dù các tác nhân gen của tự kỷ giải thích hầu hết các rủi ro của tự kỷ, nhưng chúng không giải thích cho tất cả các trường hợp. Một giả thuyết phổ biến rằng tự kỷ gây nên bởi ảnh hưởng qua lại giữa khuynh hướng về gen và tổn thương môi trường trong thời kỳ đầu. Một vài lý thuyết dựa trên tác nhân môi trường được đề xuất tới địa chỉ rủi ro tồn tại. Một vài lý thuyết khác hướng tiêu điểm tới tác nhân môi trường trước khi sinh, như là các tác nhân gây ra khiếm khuyết khi sinh; hoặc tiêu điểm về môi trường sau sinh như là chế độ ăn uống của trẻ.
Tác nhân nguy hiểm của bệnh tự kỷ bao gồm đặc tính thuộc về cha mẹ như là tuổi cha và mẹ cao. Sự rủi ro tăng lên khi tuổi cha mẹ cao. Một giả thuyết là tinh trùng già có sự đột biến cao hơn; người đàn ông mà mang nguy cơ về gen có đặc tính của tự kỷ và vì vậy cưới vợ và có những đứa con. Hai giả thiết này không loại trừ lẫn nhau.Bên cạnh đó bệnh tự kỉ cũng do môi trường sống tác động đến chủ thể làm cho chủ thế bị mắc bệnh.

## Môi trường trước khi sinh đẻ
Nguy cơ mắc tự kỷ liên quan tới vài tác nhân nguy cơ trước sinh. Tự kỷ được liên kết với những tác nhân gây khiếm khuyết trong suốt 8 tuần đầu của kỳ thai nghén, mặc dù những trường hợp này hiếm. Các tác nhân môi trường trước sinh tiềm ẩn không có tính thuyết phục về bằng chứng khoa học.

## Sự nhiễm trùng của mẹ
Sự nhiễm trùng virus trước khi sinh là một nguyên nhân gây bệnh tự kỷ không xuất phát từ gen. Tác hại của bệnh sởi Đức và vi rút kích hoạt sự phản ứng của người mẹ và thực sự tăng rủi ro cho tự kỷ. Hội chứng rubella bẩm sinh hầu như có sức thuyết phục về nguyên nhân môi trường. Nhiễm trùng kết hợp với sự việc miễn dịch vào giai đoạn sớm khi sinh có thể ảnh tới sự phát triển tự nhiên hơn sự nhiễm trùng ở giai đoạn sau khi sinh, không chỉ với bệnh tự kỷ mà còn với những rối loạn tâm thần của căn nguyên tiến triển tự nhiên, đáng chú ý nhất là chứng tâm thần phân liệt.
Giả thiết kháng thể của mẹ được glubin miễn dịch G (lgG) trong dòng máu của người mẹ có thể đi vào nhau, vào não của thai nhi, tác động chống lại protein não của bào thai và gây ra tự kỷ. Lý thuyết này liên quan tới giả thiết bệnh tự dị ứng, ngoại trừ chú trọng đến kháng thể của mẹ hơn kháng thể của trẻ. Một nghiên cứu trong 2008 nhận thấy rằng những kháng thể này kẹt trong tế bào não của thai nhi, thông thường hầu như trong bà mẹ với thoái lui của bệnh tự kỷ. Nghiên cứu thấy rằng khỉ nâu Ấn Độ không được bảo vệ trong suốt quá trình thai nghén tới lgG từ mẹ chúng với ASD đã chứng minh kiểu này, một trong ba dấu hiệu chính của tự kỷ.

## Bệnh đái tháo đường
Bệnh đái tháo đường của bà mẹ trong suốt thời kỳ thai nghén là nguy cơ quan trọng của tự kỷ; phương pháp phân tích tổng hợp 2009 thấy rằng đái tháo đường tăng gấp đôi nguy cơ bị tự kỷ. Mặc dù nguyên nhân đái tháo đường là sự chuyển hóa và sự dị thường của hóc môn và sự suy yếu của tế bào do quá trình chuyển hóa oxy, không có cơ chế sinh học được biết cho sự kết hợp giữa bệnh đái tháo đường và nguy cơ tự kỷ.

## Nhân tố gây quái thai
Quái thai là tác nhân môi trường bởi nguyên nhân khiếm khuyết khi sinh. Vài tác nhân được biết gây ra khiếm khuyết khi sinh cũng thấy liên quan tới nguy cơ mắc tự kỷ. Điều này bao gồm tác hại tới thai nhi của thuốc an thần, axit valproic hoặc thuốc điều trị dạ dày, tá tràng, viêm khớp. Những trường hợp này là hiếm. Các câu hỏi cũng tăng lên liệu rằng e tha non (rượu cồn) tăng nguy cơ mắc tự kỷ, phần của triệu chứng cồn với thai nhi nhưng hiện tại bằng chứng là chưa đủ để xác mịnh liệu nguy cơ tự kỷ thực sự tăng cao với e tha non. Tất cả hiểu biết của tác nhân quái thai xuất hiện thực sự suốt tám tuần hình thành, và mặc dù không loại trự khả năng rằng tự kỷ có thể bắt đầu hoặc ảnh hưởng về sau, thật rõ ràng bằng chứng rằng tự kỷ phát sinh rất nhiều trong thời kỳ đầu phát triển.

## Thuốc trừ sâu
Nghiên cứu năm 2007 bởi Khoa sức khỏe công đồng California thấy rằng phụ nữ trong 8 tuần đầu của kỳ thai nghén sống gần nông trang với thuốc trừ sâu có một vài xuất hiện nhiều hơn sinh trẻ với bệnh tự kỷ. Sự liên đới này xuấ hiện tăng với liều lượng và giảm với khoảng cách từ cánh đồng tới nơi cư trú. Sự phát hiện này gợi ý rằng một nhóm 7% trường hợp bị tự kỷ ở Thung lũng trung tâm California phải có thể kết nối với tác hại của thuốc trừ sâu bị rửa trôi vào khu vực dân cư. Nhiều kết quả mở đầu dẫn đến số lượng nhỏ phụ nữ và trẻ em liên quan và thiếu bằng chứng cho những nghiên cứu khác. Thật khó biết những loại thuốc trừ sâu nào gây quái thai ở người, mặc dù thuốc diệt côn trùng gây ảnh hưởng quái thai nghiêm trọng trong phòng thí nghiệm chuột.
Một nghiên cứu năm 2005 chỉ ra bằng chứng không trực tiếp rằng tác hại của thời kỳ mang thai với thuốc trừ sâu chứa phosphat có thể đóng góp tới tự kỷ  trong trường hợp tổn thương về mặt di truyền. Một vài nghiên cứu khác giải thích độc tính của những tác nhân liên quan ở mức độ tác hại thấp.
Điều này cũng gợi ý rằng tác hại trong khi mang thai của pyrethin, một thành phần phổ biến trong chất chống bọ chét, có thể gây tự kỷ ở trẻ em. Một nghiên cứu trong quá khứ gợi ý sự liên quan nhưng chưa được xuất bản.

## Vấn đề tuyến giáp
Vấn đề về tuyến giáp do sự thiếu hụt tyroxin của người mẹ trong tuần 8 – 12 của kỳ thai nghén được công nhận là sản sinh ra những thay đổi trong não thai nhi dẫn tới tự kỷ. Sự thiếu hụt tyroxin  có thể là nguyên nhân gây bởi thiếu Iod trong bữa ăn và bởi tác nhân môi trường nghĩa là sự can thiếp hấp thụ Iod hoặc tác động chống lại hóc môn tyroxin. Tác nhân môi trường có thể gồm flavon trong thức ăn, khói thuốc lá và thuốc diệt cỏ. Đây là giả thuyết chưa được kiểm tra. Một giả thiết quan hệ chưa được xác nhân này là tác hại của thuốc trừ sâu có thể kết hợp với sự thiếu iod trong quá trình thai nghén của người mà và dẫn tới tự kỷ của đứa trẻ.

## Axit folic
Một giả thuyết rằng axit folic mang vào trong thời kỳ thai nghén có thể là nguyên nhân gây bệnh tự kỷ bởi sự chuyển đổi thông tin di truyền trong tế bào suốt cơ chế biểu sinh. Giả thiết này chưa được kiểm chứng.

## Sự căng thẳng
Sự căng thẳng trước khi sinh bao gồm tác nhân tới sự kiện sống hoặc nhân tố môi trường là sự đau buồn của bà mẹ là một giả thuyết cho bệnh tự kỷ, có thể là một phần của sự ảnh hưởng qua lại giữa gen – môi trường. Tự kỷ được gián tiếp phát hiện có liên quan tới sự căng thẳng trước khi sinh với các nghiên cứu trước đó được kiểm tra các nguyên nhân gây căng thẳng như là mất việc và xích mích trong gia đình và với thí nghiệm liên quan tới tác nhân rối loạn trước sinh; các nghiên cứu trên động vật có kết quả là sự căng thẳng trước sinh có thể làm rối loạn sự phát triển của não và tạo ra những cách ứng xử tương tự các triệu chứng của tự kỷ.

## Kích tố dục nam của bào thai
Giả thuyết về kích tố dục nam của bào thai cho rằng với kích tố dục nam cao trong nước ối của người mẹ thúc đẩy sự phát triển của não theo hướng cải thiện khả năng để thấy khuôn mẫu và sự xem xét các hệ thống phức hợp trong khi sự giao tiếp và sự truyền cảm giảm bớt,  nhấn mạnh đặc điểm "giống đực" hơn "giống cái", hoặc trong thuật ngữ thuyết E-S, nhấn mạnh "hệ thống hóa" hơn "nhấn mạnh hóa". Một dự án đã xuất bản một vài báo cáo gợi ý rằng kích tố dục nam ở mực cao có thể sản sinh ra cách cư xử liên quan tới những ứng xử được thấy trong tự kỷ. Theo giả định và sự tìm kiếm đang được tranh luận và rất nhiều nghiên cứu mâu thuẫn với ý tưởng là trẻ em trai và gái có phản ứng khác nhau với người và vật.

## Sóng siêu âm
Một nghiên cứu năm 2006 cho thấy sự tiếp xúc liên tục của phôi thai chuột với những sóng siêu âm gây ra là nhỏ nhưng thống kê cho ta thấy số tế bào thần kinh bị hỏng thu được vị trí thực sự của chúng trong sự di trú thần kinh. Kết quả này không chắc chắn được nói trực tiếp nguy cơ của bào thai với sóng siêu âm như là thực tế trong đầy đủ trung tâm y khoa. Không có một bằng chứng khoa học cho sự liên hệ giữa  sự tiếp xúc với sóng siêu âm trước sinh  và tự kỷ,nhưng có rất ít dữ liệu  tác hại của bào thai người  với chẩn đoán là sóng siêu âm.
Môi trường thời kỳ mang thai tháng thứ 5 đến thứ 8.
Tự kỷ có liên quan tới thời kỳ này và tình trạng sức khỏe sinh sản. Một bài báo năm 2007 về những nhân tố rủi ro thấy sự liên kết với tình trạng sức khỏe sinh sản bao gồm thiếu cân và thời gian thai nghén, và sự thiếu oxy trong suốt quá trình sinh đẻ.